# Феромон тревоги
Феромон тревоги — летучее химическое соединение, выделяемое некоторыми разновидностями насекомых в случае нападения хищника, которое может послужить сигналом к бегству или агрессии (для муравьёв, пчёл и других общественных насекомых) остальным членам семьи. Вещества, сходные с феромонами тревоги пчёл, также существуют на некоторых растениях (Церопегия Сандерсона) для привлечения жертв (мух).

## Описание
Многие животные могут использовать хемосенсорные сигналы тревоги, передаваемые химическими веществами, известными как феромоны.
Некоторые виды выделяют летучее вещество при нападении хищника, которое может спровоцировать бегство (у тлей) или агрессию (у муравьёв, пчёл, шершней, термитов) у представителей того же вида. Например, оса Vespula squamosa использует феромоны тревоги, чтобы предупредить других ос об угрозе. У ос Polistes exclamans феромоны тревоги также используются для предупреждения приближающихся хищников. Феромоны также существуют в растениях: некоторые растения испускают тревожные феромоны при поедании, что приводит к образованию танина в соседних растениях. Эти дубильные вещества делают растения менее аппетитными для фитофагов.
Также используются вводящие в заблуждение химические сигналы тревоги. Например, дикий картофель Solanum berthaultii выделяет из своих листьев феромон тревоги тли, (E)-β-фарнезен, который действует как репеллент против зеленой персиковой тли Myzus persicae.
Феромон тревоги также выделяется из кожи пораненных рыб.
Гольяны и сомы выделяют тревожные феромоны (Schreckstoff) при травмах, которые заставляют близлежащую рыбу прятаться плотными косяками у дна. По крайней мере, два вида пресноводных рыб вырабатывают химические вещества, известные как сигналы беспокойства, которые инициируют скоординированную защиту от хищников за счёт усиления групповой сплоченности в ответ на хищников.
Попадая в воду при ранении рыбы, отпугивает от неё сородичей (но привлекает хищников). Чувствительность рыб к феромону тревоги чрезвычайно высока: уже при концентрации вещества 1⋅10−7 г/л особи своего и близких видов стремятся уйти в более безопасное место. Сильным отпугивающим свойством для мирных видов является запах хищных рыб. Например, карпы чутко реагируют на воду, в которой некоторое время находились сом, щука или ротан.